# Rocar Autodromo 812U

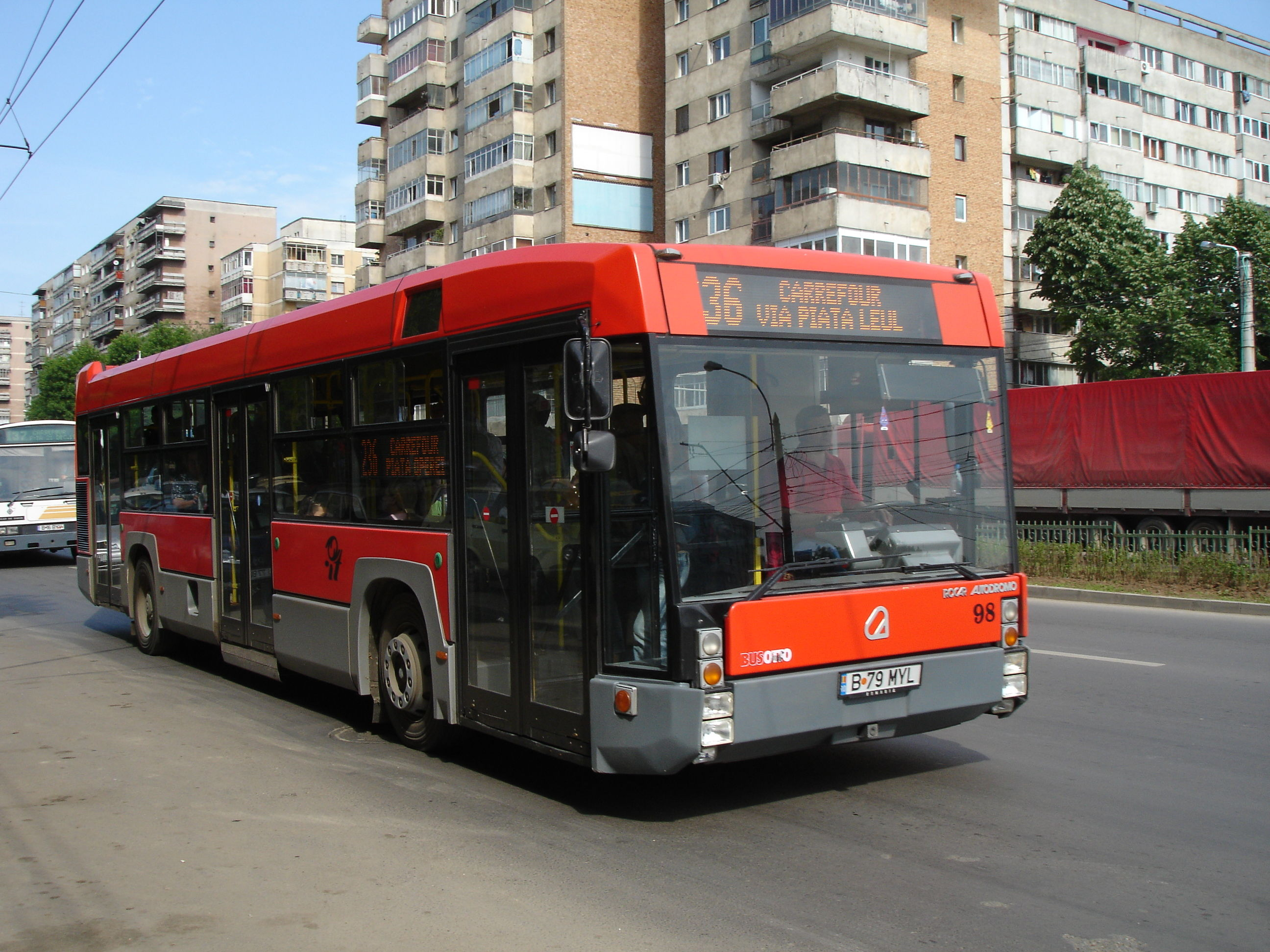
Autobuz Rocar Autodromo 812U pe linia 236, în București

Rocar Autodromo 812U este un autobuz produs de Rocar București, în colaborare cu Busotto Autodromo (Italia). Este primul autobuz cu podea joasă de proveniență românească. Modelul a fost inițial înlocuitorul lui Rocar De Simon. A fost fabricat un singur exemplar, fiind operat de către RATB. Are acceași motorizare cu modelul Rocar De Simon U412-260. A fost un model prin care ROCAR a dorit să intre pe piața autobuzelor cu podea joasă. Deși era un vehicul relativ modern, acesta nu a fost prea atractiv, probabil datorită prețului crescut în raport cu cel al vehiculelor second-hand importate.
In luna iunie 2014, acesta a fost implicat intr-un accident de circulatie, in urma caruia a suferit avarii. Ulterior accidentului, acesta a fost retras in Autobaza Militari, iar in decembrie 2019 a fost mutat in parcul rece din Autobaza Giurgiului. În luna mai 2020, STB a scos la fier vechi prin Bursa Română de Mărfuri zeci de vehicule, printre care și acest exemplar unicat. În urma protestelor publice ale Asociațiației "Metrou Ușor", Ministerul Culturii și Direcția Pentru Cultură a Municipiului București a suspendat temporar licitația pentru investigarea situației. Pe 10 septembrie 2020 a venit verdictul final: autobuzul a fost scos definitiv de pe lista de casare, iar licitația pentru fier vechi a fost relansată fară să includă și vehiculele istorice. 
Fabrica din Italia cu care ROCAR a avut colaborarea pentru modelul 812 a fost inchisa in urma falimentului din anul 2003. A fost ultimul autobuz Rocar care a efectuat transport public in Bucuresti, motivul pastrarii acestuia fiind podeaua coborata. 